# Saint-Thomas-de-Conac
Saint-Thomas-de-Conac és un municipi francès situat al departament del Charente Marítim i a la regió de la Nova Aquitània. L'any 2007 tenia 555 habitants.

## Economia
El 2007 la població en edat de treballar era de 318 persones, 206 eren actives i 112 eren inactives. De les 206 persones actives 187 estaven ocupades (105 homes i 82 dones) i 19 estaven aturades (10 homes i 9 dones). De les 112 persones inactives 62 estaven jubilades, 17 estaven estudiant i 33 estaven classificades com a «altres inactius».

### Ingressos
El 2009 a Saint-Thomas-de-Conac hi havia 253 unitats fiscals que integraven 530 persones, la mediana anual d'ingressos fiscals per persona era de 14.329,5 €.

### Activitats econòmiqes
Dels 23 establiments que hi havia el 2007, 1 era d'una empresa alimentària, 2 d'empreses de fabricació d'altres productes industrials, 6 d'empreses de construcció, 4 d'empreses de comerç i reparació d'automòbils, 1 d'una empresa de transport, 2 d'empreses d'hostatgeria i restauració, 1 d'una empresa immobiliària, 1 d'una empresa de serveis, 2 d'entitats de l'administració pública i 3 d'empreses classificades com a «altres activitats de serveis».
Dels 11 establiments de servei als particulars que hi havia el 2009, 1 era una oficina de correu, 1 taller de reparació d'automòbils i de material agrícola, 2 paletes, 1 guixaire pintor, 1 lampisteria, 1 electricista, 1 empresa de construcció, 1 perruqueria, 1 restaurant i 1 agència immobiliària.
Dels 2 establiments comercials que hi havia el 2009, 1 era una botiga de menys de 120 m² i 1 una fleca.
L'any 2000 a Saint-Thomas-de-Conac hi havia 53 explotacions agrícoles que ocupaven un total de 2.331 hectàrees.

## Equipaments sanitaris i escolars
El 2009 hi havia una escola elemental integrada dins d'un grup escolar amb les comunes properes formant una escola dispersa.

## Poblacions més properes
El següent diagrama mostra les poblacions més properes.